# لوکاش هژدا
لوکاش هژدا (زاده ۹ مارس ۱۹۹۰) یک بازیکن فوتبال اهل جمهوری چک است. که در پست مدافع برای باشگاه فوتبال ویکتوریا پلزن بازی می‌کند.